# Eriesthis namibensis
Eriesthis namibensis är en skalbaggsart som beskrevs av Dombrow 2002. Eriesthis namibensis ingår i släktet Eriesthis och familjen Melolonthidae. Inga underarter finns listade i Catalogue of Life.